# Edmund Huyke
Edmund Wilhelm Huyke (* 11. April 1864 in Bruckdorf; † 15. Februar 1923) war ein deutscher Reichsgerichtsrat.

## Leben
Als Sohn eines Gutsbesitzers in Halle-Bruckdorf besuchte Huyke ab 1880 die Latina der Franckeschen Stiftungen. Nach dem Abitur studierte er ab 1883 an der Universität Leipzig und der Philipps-Universität Marburg Rechtswissenschaft. 1884 wurde er im Corps Guestphalia Marburg recipiert. 1887 von der Krone Preußen vereidigt, war er in Oppeln Amtsrichter (1898) und Landrichter (1902). 1906 zum Landgerichtsrat und 1909 zum Oberlandesgerichtsrat befördert, war er Richter am Oberlandesgericht Breslau. An das Reichsgericht kam er zur Zeit der Weimarer Republik im Februar 1920. Er war im V., VI. und VII. Zivilsenat des Reichsgerichts tätig. Zwei Monate vor dem 59. Geburtstag starb er im Amt.